# Alison Midstokke
Alison Marie Midstokke (* 16. März 1985 in San Francisco, Kalifornien) ist eine US-amerikanische Schauspielerin, Aktivistin und ein Model.

## Leben
Midstokke wurde am 16. März 1985 in San Francisco mit dem Treacher-Collins-Syndrom und einem Hörfehler geboren. Ab ihrer Geburt unterzog sie sich daher über 100 Operationen. Aufgrund eines Hörfehlers begann sie erst mit fünf Jahren, verbal mit ihrer Familie zu kommunizieren, obwohl Ärzte diagnostizierten, dass sie für ihr Leben lang stumm sein würde. Sie wuchs im Norden des US-Bundesstaats Idaho auf und konnte über ihre Kindheit mitteilen, dass sie weitestgehend von Mobbing aufgrund ihres Aussehens verschont wurde. Mit 15 Jahren begann sie eine Laufbahn als Model. 2010 hatte sie eine weitumfassende Gesichtsoperation, wonach sie verstärkt Modelaufträge erhielt.
Mit zehn Jahren hatte Midstokke eine kleine Rolle im Film The Last Game inne. Seit Mitte der 2010er Jahre ist sie in verschiedenen Filmproduktionen zu sehen. 2018 stellte sie mit der Rolle der Maggie eine größere Rolle im Film Happy Face dar, der unter anderen am 6. Oktober 2018 auf dem Festival du nouveau cinéma und am 27. Januar 2019 auf dem Slamdance Film Festival gezeigt wurde. Für ihre dortige Leistung konnte sie im Folgejahr beim FearNYC Festival die Auszeichnung als beste Schauspielerin gewinnen. 2020 wurde sie für den Canadian Screen Award in der Kategorie Beste Nebendarstellerin nominiert. 2024 spielte sie in A Different Man mit.
Alison Midstokke lebt in New York City und engagiert sich für den mit der New York University verbundenen Berufsverband myFace.org, für den sie im ersten Jahr rund 13.000 US-Dollar sammeln konnte. Zu den Menschen, die sie inspirieren, gehört unter anderen der ehemalige kanadische General Roméo Dallaire, der Anfang der 1990er Jahre in Ruanda einen Völkermord in Ruanda zu verhindern suchte. Außerdem zählt sie die US-amerikanische Schriftstellerin Helen Keller zu ihren Vorbildern.

## Filmografie (Auswahl)

### Schauspiel
- 1995: The Last Game
- 2015: Her (Kurzfilm)
- 2017: Love Is Love Is Love (Kurzfilm)
- 2017: Deviant
- 2017: Rise of the Green Ranger (Kurzfilm)
- 2017: Splendona (Kurzfilm)
- 2018: Chained for Life
- 2018: Happy Face
- 2021: Killer Fitness (Kurzfilm)
- 2022: Lady Bogey (Kurzfilm)
- 2024: A Different Man

### Filmschaffende
- 2015: Her (Kurzfilm; Drehbuch)
- 2022: Lady Bogey (Kurzfilm; Drehbuch und Regie)